# Gundam 00
Mobile Suit Gundam 00 (Kidou Senshi Gandamu Daburuo, Kidou Senshi Gandamu 00) er en japansk sci-fi tegneserie, som foregår i år 2307. Jordens fossile brændstoffer er opbrugte, og der er derfor blevet to 65.000 km lange elevatorer (Orbital Elevators), med en tredje undervejs, som tilsammen holder en stor ring af solcellepaneler på plads, og derved giver menneskeheden stort set uendelige mængder strøm. Dog førte konstruktionen af elevatorerne til at verden blev splittet i tre grupper. I USA, Japan og Australien findes Union (the Union of Free Nations and Solar Energy), som er i besiddelse af Mobile Suits ved navn SVMS-01 Flag og VMS-01 Realdo. I Rusland, Kina og Indien er der HRL (Human Reform League, også kendt som Jinkakuren), der har diverse variationer af den mere klodsede Tieren. I EU er der AEU (Advanced European Union), der har kopier af Union's Mobile Suits, dog med små ændringer. Disse Suits kaldes Hellion (kopi af Realdo) og Enact (kopi af Flag).

## Handling
Da prototypen for Enact'en er færdig og vises frem, på samme dag som HRL's elevator har ti års jubilæum, dukker den unge pilot og tidligere guerilla-kriger Setsuna F. Seiei op i et Mobile Suit der er mindst 100 år foran AEU, Union og HRL. Dette Suit har det besynderlige navn, GN-001 Gundam Exia. Det afsløres dog tidligt at Setsuna og hans allierede, Lockon Stratos (Neil Dylandy), Allelujah Haptism (og hans mere sadistiske og brutale personlighed, Hallelujah), Tieria Erde (der senere viser sig at være en Innovator) samt besætningen på skibet Ptolemaios alle sammen arbejder for en organisation ved navn Celestial Being, der blev stiftet af en mand ved navn Aeolia Schenberg, ca. 200 år før serien starter. Sammen kæmper Celestial Being for at eliminere krig og konflikter fra verden, for at forene dem i sidste ende.